# توغاي كريم أوغلو
توغاي كريم أوغلو (بالتركية: Tugay Kerimoğlu)‏ هو لاعب كرة قدم تركي سابق، ولد النجم المميز توغاي في 24 من أغسطس 1970 في مدينة طرابزون بتركيا.
ويلعب في مركز الوسط (المحور الدفاعي)
ويجيد صناعة اللعب لما يملكه من تمريرات مميزة وقدم قوية
كان البدايات لـ توغاي مع نادي غلطة سراي التركي أحد أقطاب الكرة التركية
وكانت البداية الفعلية لـ توغاي عام 87-1988مـ
دافع عن قميص قلعة السراي من 1987مـ حتى عام 2000مـ
ولعب خلالها 279 مباراة وسجل 34 هدفاً
حيث فاز بالدوري ست مرات وكأس تركيا أربع مرات
وكان قائد الفريق عام 92-1993مـ ويعتبر أصغر كابتن في تاريخ ناديه

## توغاي وبداية الاحتراف الخارجي
رغم تميز توغاي وبروزهـ في نادي غلطة سراي ومنتخب تركيا
إلا أن انتقاله للاحتراف الخارجي يعتبر متأخر جداً
فـ بعد دخول سن الـ 30 وتحديداً موسم 2000-20001مـ
قرر الاتجاهـ نحو نادي غلاسكو رينجر أحد الأندية العريقة في اسكتلندا
ليدافع خلالها عن ألوان النادي في 42 مباراة ومسجلاً أربعة أهداف

## مع بلاكبيرن روفرز أجمل المواسم
بعد تمثيله لـ رينجرز قرر توغاي الرحيل إلى الدوري الإنجليزي
وتحديداً نادي بلاكبيرن روفرز حيث استقطب المدرب الأسبق لـ الروفرز
غرايم سونيس توغاي لـ الأيوود بارك
وكان أول لقاء له أمام نادي سندرلاند كـ بديل في اللقاء
توغاي ومن الموسم الأول سرعان ما أصبح معشوق الجماهير
وجزء لا يتجزأ من نادي بلاكبيرن
وفي عام 03-2004 سمي لاعب السنة في بلاكبيرن

## نهاية القائــد
في مايو 2009 كانت آخر مباراة لـ توغاي
أمام نادي وست بروميتش ألبيون حيث
تواجد أكثر من 28 ألف من أنصار بلاكبيرن
في ايوود بارك لـ توديع القائد توغاي

## توغاي من المنتخب
توغاي مثل منتخب تركيا في نهائيات كأس الأمم الأوروبية 1996
ونهائيات كأس الأمم الأوروبية 2000 وكأس العالم 2002،
حيث خرجت تركيا في الدور ربع النهائي من نهائيات كأس الأمم الأوروبية عام 2000
والمركز الثالث في كأس العالم 2002.
ثم اعتزل اللعب الدولي في عام 2003
بعد أن فشلت تركيا من التأهل لنهائيات كأس الأمم الأوروبية عام 2004.
وكانت آخر مباراة له في 5 حزيران 2007 مباراة ودية ضد البرازيل في ألمانيا.
وارتدى القميص رقم 94 كـ ذكرى لـ 94 مباراة دولية مع منتخب بلاده.

## مقتطفات عن توغاي
- وصفه أسطورة الكرة الرومانية جورج هاجي

أنه واحد من أروع لاعبي خط الوسط في أوروبا
- في عام 2006 ذكر السير أليكس فيرغسون

أنه يتمنى أن يكون توغاي أصغر من سنه الحالي بـ عشر سنوات
```
(توغاي لديه قدرهـ تجعله لاعباً مثالياً في اولد ترافولد)
```

- عندما سئل المدرب مارك هيوز

إذا ما كان يتمنى أن يكون توغاي أصغر من سنه الحالي بـ عشر سنوات
كان جوابه (لا)
سيكون عندها عنيداً ويكون لاعباً في قميص برشلونة.
- توغاي صاحب روح فكاهية

ومع هذا يبقى دائماً بعيد عن الإعلام ولديه طفلان.
- توغاي يصف نفسه بأنه مسلم ويقول

```
(ذكرت أنه الشيء الذي في قلبي وأنا لا أحتاج للتعبير عن ذلك للناس الآخرين)
```

- قال عنه آلاردايس المدرب الحالي لـ بلاكبيرن :

" لقد خاض مشواراً رائعاً.. لكن وهو الآن وصل إلى الـ 38
فـ الرحلة لن تستمر للأبد.. شكراً له على كل ما قدمه لـ بلاكبيرن.. ".

## روابط خارجية
- توغاي كريم أوغلو على موقع الاتحاد الدولي (مؤرشف)  (الإنجليزية)
- توغاي كريم أوغلو على موقع اتحاد تركيا (لاعب) (الإنجليزية)
- توغاي كريم أوغلو على موقع اتحاد تركيا (مدرب) (الإنجليزية)
- توغاي كريم أوغلو على موقع قاعدة بيانات كرة القدم.إي يو (الإنجليزية)
- توغاي كريم أوغلو على موقع بيانات كرة القدم. دي إي (الألمانية)
- توغاي كريم أوغلو على موقع ناشيونال فوتبول تيمز (الإنجليزية)
- توغاي كريم أوغلو على موقع Soccerbase.com (لاعب) (الإنجليزية)
- توغاي كريم أوغلو على موقع Soccerway.com (الإنجليزية)
- توغاي كريم أوغلو على موقع عالم كرة القدم.نت (الإنجليزية)
- توغاي كريم أوغلو على موقع كووورة